# Olszyny (Basse-Silésie)
Pour les articles homonymes, voir Olszyny.
Olszyny est une localité polonaise de la gmina et du powiat de Kamienna Góra en voïvodie de Basse-Silésie.